# ألعاب مكابيه 1989

شعار ألعاب مكابيه 1989.

ألعاب مكابيه 1989 هي النسخة الثالثة عشر من ألعاب مكابيه ولقد عقدت عام 1989 في مدينة رمات غان في إسرائيل. شارك 4400 رياضي من 45 دولة مختلقة. شاركت 4 دول لأول مره الألعاب وهي : هونغ كونغ والاتحاد السوفيتي وكوريا الجنوبية وسنغافورة.

## الدول التي شاركت
| - الأرجنتين - أستراليا - النمسا - بلجيكا - برمودا - بوليفيا - كندا - تشيلي | - كولومبيا - كوستاريكا - الدنمارك - فنلندا - فرنسا - ألمانيا الغربية - جبل طارق - اليونان | - غواتيمالا - هونغ كونغ - هنغاريا - الهند - أيرلندا - إسرائيل - إيطاليا - اليابان | - ليتوانيا - المكسيك - هولندا - نيوزيلندا - النرويج - بنما - بيرو - بورتوريكو | - سنغافورة - إسبانيا - جنوب أفريقيا - السويد - سويسرا - كوريا الجنوبية - الاتحاد السوفيتي - المملكة المتحدة | - الولايات المتحدة - الأوروغواي - فنزويلا - يوغوسلافيا - زائير |

## روابط خارجية
- ملخصات للألعاب مكابيه